# Tri-City (Oregon)
Tri-City (más néven Tri City) az Amerikai Egyesült Államok északnyugati részén, Oregon állam Douglas megyéjében, az Umpqua folyó közelében, a Missouri-ártérben elhelyezkedő statisztikai település A 2010. évi népszámláláskor 3931 lakosa volt. Területe 18,7 km², melynek 100%-a szárazföld.
A helyiség nevét pozíciójáról kapta: Canyonville, Myrtle Creek és Riddle városok között fekszik. A „Tri City” nevet először a Tri City-i Iskolakerület használta, majd később a csatornázási művek és a Tri City-i állami repülőtér (ma Myrtle Creek-i városi repülőtér) is felvette azt.

## Népesség

### 2010
A 2010-es népszámláláskor  3931 lakója, 1526 háztartása és 1077 családja volt. A népsűrűség 210,2 fő/km2. A lakóegységek száma 1633, sűrűségük 87,3 db/km2. A lakosok 91,8%-a fehér, 0,1%-a afroamerikai, 3%-a indián, 0,6%-a ázsiai, 0,2%-a a Csendes-óceáni szigetekről származik, 0,8%-a egyéb, 3,6%-a pedig kettő vagy több etnikumú. A spanyol vagy latino származásúak aránya 4,5% (3,5% mexikói, 0,2% Puerto Ricó-i, 0,1% kubai, 0,8% egyéb spanyol vagy latino származású.)
A háztartások 25,4%-ában élt 18 évnél fiatalabb. 50,8% házas, 12,9% egyedülálló nő, 6,9% egyedülálló férfi, 29,4% pedig nem család. 21,6% egyedül élt; 9,5%-uk 65 éves vagy idősebb. Egy háztartásban átlagosan 2,58 személy élt; a családok átlagmérete 2,93 fő.
A medián életkor 42,8 év volt. Lakóinak 22,6%-a 18 évesnél fiatalabb, 4,8% 18 és 24 év közötti, 22,3%-uk 25 és 44 év közötti, 29,5%-uk 45 és 64 év közötti, 18,1%-uk pedig 65 éves vagy idősebb. A lakosok 50,4%-a férfi, 49,6%-a pedig nő.

### 2000
A 2000-es népszámláláskor   3519 lakója, 1348 háztartása és 997 családja volt. A népsűrűség 118,2 fő/km2. A lakóegységek száma 1409, sűrűségük 75,3 db/km2. A lakosok 93,78%-a fehér, 0,14%-a afroamerikai, 1,79%-a indián, 0,51%-a ázsiai, 0,03%-a a Csendes-óceáni szigetekről származik, 0,28%-a egyéb-, 3,47%-a pedig kettő vagy több etnikumú. A spanyol vagy latino származásúak aránya 2,84% (1,9% mexikói, 0,2% Puerto Ricó-i,  0,7% pedig egyéb spanyol/latino származású.)
A háztartások 30%-ában élt 18 évnél fiatalabb. 57,2% házas, 11,8% egyedülálló nő; 26% pedig nem család. 20% egyedül élt; 9,7%-uk 65 éves vagy idősebb. Egy háztartásban átlagosan 2,6 személy élt; a családok átlagmérete 2,96 fő.
Lakóinak 25,3%-a 18 évesnél fiatalabb, 9% 18 és 24 év közötti, 25%-uk 25 és 44 év közötti, 23,8%-uk 45 és 64 év közötti, 16,9%-uk pedig 65 éves vagy idősebb. A medián életkor 38 év volt. Minden 100 nőre 95,5 férfi jut; a 18 évnél idősebb nőknél ez az arány 93,4.
A háztartások medián bevétele 33 306 amerikai dollár, ez az érték családoknál $37 301. A férfiak medián keresete $31 192, míg a nőké $20 719. Az egy főre jutó bevétel (PCI) $15 017. A családok 9,3%-a, a teljes népesség 13,9%-a élt létminimum alatt; a 18 év alattiaknál ez a szám 23,6%, a 65 évnél idősebbeknél pedig 5%.

## Fordítás
Ez a szócikk részben vagy egészben  a   Tri-City, Oregon című angol Wikipédia-szócikk ezen változatának fordításán alapul.  Az eredeti cikk szerkesztőit annak laptörténete sorolja fel. Ez a jelzés csupán a megfogalmazás eredetét és a szerzői jogokat jelzi, nem szolgál a cikkben szereplő információk forrásmegjelöléseként.